# Corné
Cornékorábbi község Franciaország Loire mente régiójában, Maine-et-Loire megyében. 2016. január 1-jén hat másik korábbi községgel egyesült és Loire-Authion új község része lett.
Lakosainak száma 3069 fő (2018. január 1.). Corné Andard, Bauné, Brain-sur-l’Authion, Cornillé-les-Caves, Mazé, Loire-Authion és Sarrigné községekkel határos.

## Népesség
A település népességének változása:
| Lakosok száma | 1383 | 1400 | 1775 | 2310 | 2572 | 2880 | 2868 | 2881 | 2980 | 3069 |
|               | 1962 | 1968 | 1982 | 1990 | 1999 | 2008 | 2011 | 2013 | 2017 | 2018 |